# Плескачі
Плескачі́ — село в Україні, у Переяславській міській громаді Бориспільського району Київської області. Населення становить 33 осіб.
| Україна | Це незавершена стаття з географії України. Ви можете допомогти проєкту, виправивши або дописавши її. |